# 정조한글어필-빈풍칠월편
정조한글어필-빈풍칠월편(正祖한글御筆-豳風七月篇)은 대한민국 경기도 수원시 영통구에 있는 조선시대의 어필이다. 2018년 4월 30일 경기도의 유형문화재 제325호로 지정되었다.

## 지정사유
정조의 한글어필은 드물고 한문 원문을 한글 음으로 적고 현토를 한 점, 정조 한문서체의 특징 및 필세와 그 계통성을 지니고 있다는 점이 특징적이다. 정조의 성숙된 글씨로서 한글서예의 예술성이 깃들어 있다는 점 등에서 조선시대 왕실어필 및 한글서예 연구에 중요한 가치를 지니고 있다.

## 참고 자료
- 정조한글어필-빈풍칠월편 - 국가유산청 국가유산포털